# Wikinews

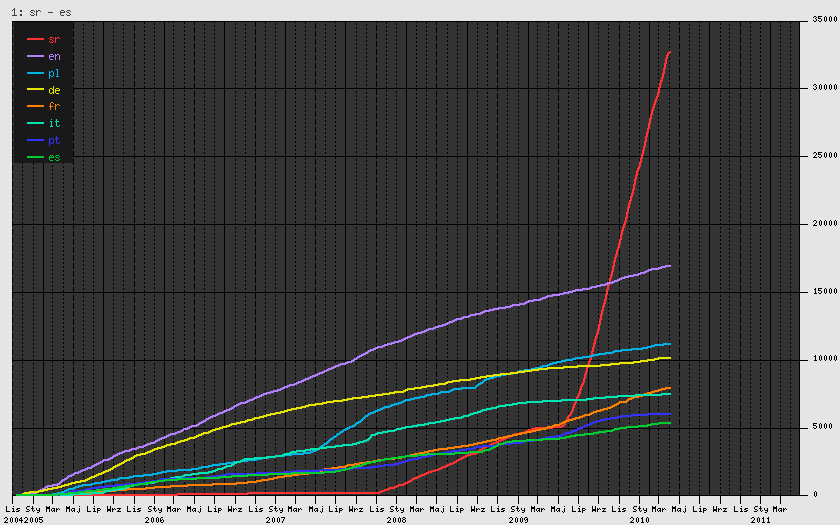
Liczba artykułów w poszczególnych edycjach językowych Wikinews do 2010 roku (polskie Wikinews na niebiesko)

Wikinews – wolnodostępny serwis informacyjny oparty na technologii Wiki. Oznacza to, że każdy jego użytkownik (zarówno zarejestrowany, jak i niezarejestrowany) może redagować jego zawartość, dodawać nowe artykuły i tworzyć materiały dziennikarskie. Celem tego obywatelskiego dziennikarstwa jest dbałość zarówno o przestrzeganie praw autorskich, pozwalanie na łatwiejsze udostępnianie treści, lecz także dbałość o wiarygodność. Serwis był notowany w rankingu Alexa na miejscu 63574.
Podobnie jak Wikipedia, Wikibooks czy Wikisłownik Wikinews jest projektem Wikimedia Foundation i działa, opierając się na oprogramowaniu MediaWiki.
Serwis dostępny jest w wielu językach, m.in.: angielskim, niemieckim, polskim i włoskim. Użytkownicy Wikinews to Wikireporterzy. Angielska wersja Wikinews, poza elektroniczną wersją artykułów, przygotowuje również skróty wiadomości w postaci drukowanej i audio.
Od 25 września 2005 roku wszystkie wersje językowe Wikinews bazowały na licencji Creative Commons Attribution 2.5. Jest to licencja mniej restrykcyjna od GFDL, pozwala na swobodne korzystanie z objętej nią zawartości pod warunkiem podania autora. Pod koniec 2024 roku niektóre wersje językowe zdecydowały się na zmianę licencji. Angielsko- i polskojęzyczne wersje serwisu zaktualizowały licencję do CC BY 4.0, co nastąpiło 16 grudnia 2024 roku. Arabska wersja Wikinews zdecydowały się na wersję CC BY-SA-4.0.

## Charakterystyka polskiego Wikinews
Serwis kieruje się podobnymi zasadami jak jej siostrzane projekty. W Wikinews każdy artykuł dotyczy tylko jednego wydarzenia. Jedną z ważniejszych zasad jest neutralny punkt widzenia. Kiedy to tylko możliwe, w artykule powinny zostać przedstawione wszystkie poglądy na daną sprawę. Wikinews nie jest miejscem na osobiste opinie lub przypuszczenia – liczą się tylko fakty i ich możliwe konsekwencje. Artykuły dotyczą zarówno spraw globalnych jak i lokalnych, co sprawia, że przedstawiane wiadomości mają być zarówno ciekawe, jak i treściwe dla czytelników mieszkających na całym świecie. Serwis opiera się na współpracy. Wiadomości nie posiadają pojedynczych autorów, czy reporterów, każdy może zmieniać, edytować, poprawiać i przepisywać każdy z prezentowanych tutaj artykułów. Wikinews nie jest papierowym źródłem informacji, nie ma żadnych limitów danych. Jest dużo miejsca, którego nie trzeba oszczędzać. Oznacza to, że styl i długość pisania nieodzowne dla papieru nie obowiązują.
Chociaż większość tekstów opracowywana jest na bazie źródeł w innych serwisach informacyjnych, nie brakuje także materiałów autorskich. Wikinews nawiązało również współpracę z innym serwisami informacyjnymi. Pomysłem na przyszłość jest stworzenie Otwartej Agencji Informacyjnej – sieci wolnych serwisów pozwalających innym i sobie nawzajem na kopiowanie i rozpowszechnianie materiałów komercyjnie i niekomercyjnie na licencjach zgodnych z licencją, na jakiej działa Wikinews.
Najczęściej pojawiają się newsy związane ze sportem i polityką, ale także prawie codziennie można znaleźć jakieś ciekawostki ze świata nauki czy też opis wydarzeń kulturalnych.
Projekt nie jest tak popularny jak Wikipedia. Dziennie notuje się ok. 600 odwiedzin strony głównej.

## Historia
- Angielska wersja Wikinews powstała w listopadzie 2004 jako wersja testowa, a w grudniu uruchomiona została jako „beta”.
- Polskie wydanie zostało otwarte 19 lutego 2005.
- We wrześniu 2005 w głosowaniu użytkownicy Wikinews zdecydowali się na objęcie zawartości projektu licencją Creative Commons Attribution 2.5 (wcześniej materiały Wikinews były własnością publiczną). Tym samym projekt wyszedł z fazy beta.
- 4 kwietnia 2006 – pierwszy wywiad przeprowadzony samodzielnie przez reporterów Wikinews.
- 2009-06-27: Polskie Wikinews ma 10 tysięcy artykułów (wiadomość  w Wikinews)
- 20-tysięczny artykuł na Wikinews (wiadomość z 7 października 2024 w Wikinews)